# 西大門区

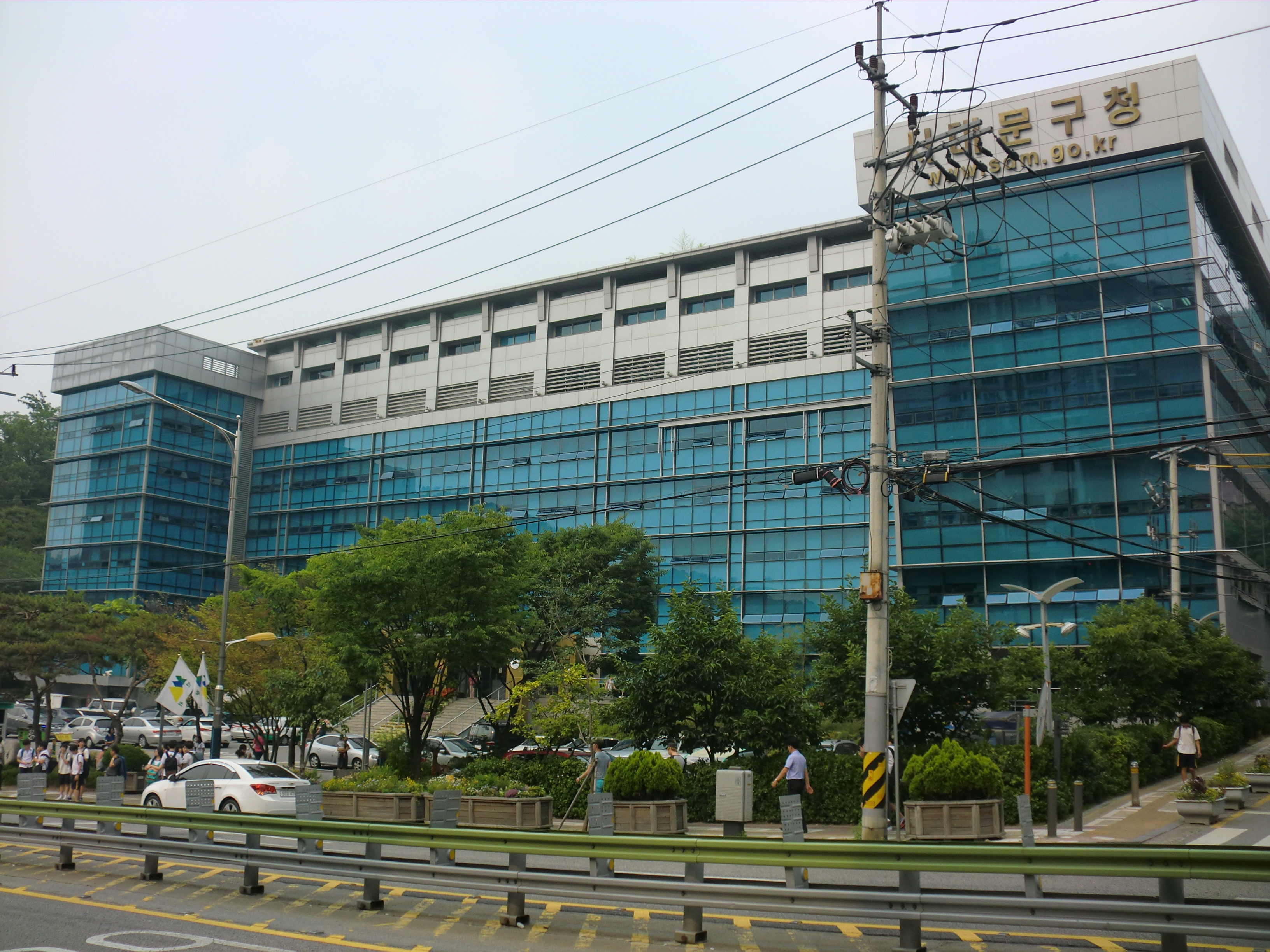
西大門区庁

西大門区（ソデムンく）は、大韓民国、ソウル特別市中西部にある区。歴史的建造物や大学が多い。また新村（シンチョン）などの学生街もある。

## 歴史
- 1943年6月10日 京畿道京城府の付岩町、弘智町、新営町、銀杏町、松月町、紅把町、平洞町、橋南町、橋北町、西小門町、貞洞町、和泉町、義州通、中林町、蓬莱町、竹添町、蛤町、渼芹町、北阿峴町、冷泉町、天然町、玉川町、館町、峴底町、大新町、大峴町、新村町、奉元町、滄川町、延禧町、弘済町、孔徳町、新孔徳町、阿峴町、新水町、玄石町、旧水町、新井町、倉前町、上水溢町、下水溢町、賀中町、唐人町、西橋町、東橋町、合井町、望遠町、栗島町の区域をもって、京畿道京城府西大門区を設置。
- 1944年11月1日 孔徳町、新孔徳町、阿峴町、新水町、玄石町、旧水町、新井町、倉前町、上水溢町、下水溢町、賀中町、唐人町、西橋町、東橋町、合井町、望遠町、栗島町を麻浦区へ分割。
- 1946年10月1日 区内の「町」を「洞」に改称。
- 1949年8月13日 京畿道高陽郡恩平面・延禧面を編入。
- 1964年6月1日
  - 老故山洞および大峴洞の一部を麻浦区に編入。
  - 麻浦区から阿峴洞の一部を編入。
- 1973年7月1日 京畿道高陽郡神道面の一部を編入。
- 1975年10月1日
  - 平倉洞、旧基洞、付岩洞、弘智洞、新営洞、杏村洞、松月洞、紅把洞、平洞、橋南洞、橋北洞および忠正路、峴底洞の一部を鍾路区に編入。
  - 西小門洞、貞洞、巡和洞、義州路、中林洞、万里洞および蛤洞、忠正路の一部を中区に編入。
  - 上岩洞、城山洞および水色洞、中洞、南加佐洞、延禧洞のそれぞれ一部を麻浦区に編入。
- 1979年10月1日 碌磻洞、仏光洞、葛峴洞、亀山洞、大棗洞、鷹岩洞、駅村洞、新寺洞、繒山洞、津寛内洞、津寛外洞、旧把撥洞、水色洞を恩平区へ分割。

## 地理
西大門区はソウル市の中西部に位置する。
- 河川:弘済（ホンジェ）川

### 隣接自治体
- 東:鍾路区
- 西:
- 南:中区、麻浦区
- 北:恩平区

## 行政
1991年より公選制が導入されている。現在の区長は文錫珍（문석진、ムン・ソクチン、共に民主党）。

### 行政区域

行政区域図

幾度かの洞の統合を経て、現在は14の洞が存在する。
| 行政洞                                | 法定洞                                       |
| ------------------------------------- | -------------------------------------------- |
| 天然洞（チョニョンドン）              | 冷泉洞、天然洞、玉川洞、霊泉洞、峴底洞       |
| 北阿峴洞（プガヒョンドン）            | 北阿峴洞                                     |
| 忠峴洞（チュンヒョンドン）            | 忠正路2街、忠正路3街、蛤洞、渼芹洞、北阿峴洞 |
| 新村洞（シンチョンドン）              | 大峴洞、大新洞、新村洞、奉元洞、滄川洞       |
| 延禧洞（ヨニドン）                    | 延禧洞                                       |
| 弘済第1洞（ホンジェジェイルトン）     | 弘済洞                                       |
| 弘済第2洞（ホンジェジェイドン）       | 弘済洞                                       |
| 弘済第3洞（ホンジェジェサムドン）     | 弘済洞                                       |
| 弘恩第1洞（ホンウンジェイルトン）     | 弘恩洞                                       |
| 弘恩第2洞（ホンウンジェイドン）       | 弘恩洞                                       |
| 南加佐第1洞（ナムガジャジェイルトン） | 南加佐洞                                     |
| 南加佐第2洞（ナムガジャジェイドン）   | 南加佐洞                                     |
| 北加佐第1洞（プッカジャジェイルトン） | 北加佐洞                                     |
| 北加佐第2洞（プッカジャジェイドン）   | 北加佐洞                                     |

### 警察
- ソウル西大門警察署

### 消防
- 西大門消防署

### 日本製品使用中止運動
2019年8月3日、日本によるキャッチオール規制の運用の見直し（韓国の優遇措置見直し）が閣議決定されると、西大門区は各部署が使用していた日本製の事務用品を回収して保管箱（タイムカプセル）に入れる「日本製品使用中止タイムカプセル運動」を始めた 。

## 教育

### 大学
- 監理教神学大学校
- 京畿大学校ソウルキャンパス
- 東方仏教大学
- デジタルソウル文化芸術大学校
- 明知大学校人文キャンパス
- 明知専門大学
- ソウル女子看護大学校
- 延世大学校新村キャンパス
- 梨花女子大学校
- 秋渓芸術大学校

### 高等学校
- カジェウル高等学校
- 明知高等学校
- 梨花女子大学校師範大学付属高等学校
- 仁昌高等学校
- 中央女子高等学校
- 漢城高等学校
- 漢城科学高等学校

### 中学校
- カジェウル中学校
- 東明女子中学校
- 明知中学校
- 西延中学校
- 新延中学校
- 延北中学校
- 延禧中学校
- 梨花女子大学校師範大学付属中学校
- 仁旺中学校
- 仁昌中学校
- 貞媛女子中学校
- 中央女子中学校
- 漢城中学校
- 弘恩中学校

### 初等学校
- 京畿初等学校
- 明知初等学校
- ソウル高恩初等学校
- ソウル金花初等学校
- ソウル大新初等学校
- ソウル渼洞初等学校
- ソウル北加佐初等学校
- ソウル北星初等学校
- ソウル鞍山初等学校
- ソウル延加初等学校
- ソウル延禧初等学校
- ソウル仁旺初等学校
- ソウル倉西初等学校
- ソウル弘延初等学校
- ソウル弘恩初等学校
- ソウル弘済初等学校
- 梨花女子大学校師範大学付属初等学校
- 秋渓初等学校

## 観光
- 西大門刑務所
- 独立門
- 奉元寺
- 白蓮寺

## 交通

### 鉄道
- 韓国鉄道公社
  - 京義線

加佐駅 - 新村駅
  - 龍山線

加佐駅
- ソウル交通公社
  - 2号線

忠正路駅
  - 3号線

弘済駅 - 毋岳チェ駅 - 独立門駅
  - 5号線

忠正路駅

### 道路
- 路級
  - 鷹岩路（ウンアムノ）
  - カジェウル路（カジェウルロ）
  - 加佐路（カジャロ）
  - 看護大路（カノデロ）
  - 京畿大路（キョンギデロ）
  - コブッコル路（コブッコルロ）
  - 新村駅路（シンチョンニョンノ）
  - 新村路（シンチョンノ）
  - 水色路（スセンノ）
  - 洗剣亭路（セゴムジョンノ）
  - 西小門路（ソソムンノ）
  - 城山路（ソンサンノ）
  - 繒加路（チュンガロ）
  - 忠正路（チュンジョンノ）
  - 統一路（トンイルロ）
  - 東橋路（トンギョロ）
  - 独立門路（トンニンムンノ）
  - 北阿峴路（プガヒョンノ）
  - 弘恩中央路（ホンウンジュンアンノ）
  - 弘済川路（ホンジェチョンノ）
  - モレネ路（モレネロ）
  - 延禧マッ路（ヨニマンノ）
  - 延禧路（ヨニロ）
  - 延世路（ヨンセロ）
- 街級
  - 仁王市場街（イナンシジャンキル）
  - 梨花女大街（イファヨデッキル）
  - 税務署街（セムソッキル）
  - 松竹街（ソンジュッキル）
  - 独立門公園街（トンニンムンゴンウォンキル）
  - 仏光川街（プルグァンチョンキル）
  - 白蓮寺街（ペンニョンサッキル）
  - 砲放ト街（ポバントッキル）
  - 奉元寺街（ポンウォンサッキル）
  - 弘済院街（ホンジェウォンキル）
  - 弘済内街（ホンジェネッキル）
  - 弘智門街（ホンジムンキル）
  - 弘延街（ホンヨンキル）
  - 明知街（ミョンジッキル）
  - 明知大街（ミョンジデッキル）
  - 名物街（ミョンムルキル）
  - 文化村街（ムナチョンキル）
  - 霊泉市場街（ヨンチョンシジャンキル）
  - 延大東門街（ヨンデドンムンキル）